# Tomasz Wojdan
Tomasz Wojdan (ur. 1 stycznia 1972) – polski judoka. Brat judoki Krzysztofa Wojdana.
Były zawodnik klubów: Pałac Młodzieży Tarnów (1987-1991), TS Wisła Kraków (1992-2000) oraz UKS Grot Kraków (2007). Dwukrotny wicemistrz Polski seniorów (1992 w kat. do 60 kg, 1995 w kat. do 65 kg) oraz brązowy medalista mistrzostw Polski seniorów 1993 w kat. do 60 kg. Ponadto m.in. mistrz Polski juniorów 1992. Uczestnik mistrzostw Europy juniorów 1992.